# Basketbol'nyj klub Nižnij Novgorod 2014-2015
Questa voce raccoglie le informazioni riguardanti il Basketbol'nyj klub Nižnij Novgorod nelle competizioni ufficiali della stagione 2014-2015.

## Stagione
La stagione 2014-2015 del Basketbol'nyj klub Nižnij Novgorod è la 5ª nel massimo campionato russo di pallacanestro, la VTB United League.

## Roster
Aggiornato al 22 ottobre 2022
| Nižnij Novgorod 2014-15 | Nižnij Novgorod 2014-15 |
| Giocatori               | Staff tecnico           |
| ----------------------- | ----------------------- |

| N. | Naz.                                           | Ruolo | Nome              | Anno | Alt.   | Peso   |  |
| -- | ---------------------------------------------- | ----- | ----------------- | ---- | ------ | ------ |  |
| 4  | Russia (bandiera)                              | G     | Evgenij Baburin   | 1987 | 190 cm | 92 kg  |  |
| 7  | Russia (bandiera)                              | AP    | Ivan Viktorov     | 1995 | 196 cm | 90 kg  |  |
| 8  | Israele (bandiera)                             | P     | Gal Mekel         | 1988 | 191 cm | 87 kg  |  |
| 9  | Bielorussia (bandiera)                         | C     | Arcëm Parachoŭski | 1987 | 211 cm | 127 kg |  |
| 10 | Russia (bandiera)                              | AG    | Vladimir Ivlev    | 1990 | 207 cm | 102 kg |  |
| 11 | Russia (bandiera)                              | AG    | Semën Antonov (C) | 1989 | 202 cm | 104 kg |  |
| 12 | Georgia (bandiera)                             | AP    | Levan Patsatsia   | 1988 | 198 cm | 86 kg  |  |
| 13 | Russia (bandiera)                              | PG    | Dmitrij Chvostov  | 1989 | 190 cm | 78 kg  |  |
| 20 | Russia (bandiera)                              | C     | Il'ja Popov       | 1995 | 212 cm | 111 kg |  |
| 21 | Stati Uniti (bandiera)                         | G     | Tarence Kinsey    | 1984 | 198 cm | 84 kg  |  |
| 22 | Stati Uniti (bandiera) · Montenegro (bandiera) | P     | Taylor Rochestie  | 1985 | 188 cm | 88 kg  |  |
| 23 | Moldavia (bandiera) · Russia (bandiera)        | PG    | Ivan Savel'ev     | 1987 | 189 cm | 94 kg  |  |
| 24 | Lettonia (bandiera)                            | AP    | Rihards Kuksiks   | 1988 | 196 cm | 95 kg  |  |
| 31 | Russia (bandiera)                              | C     | Maksim Krivošeev  | 1988 | 207 cm | 104 kg |  |
| 33 | Stati Uniti (bandiera)                         | AC    | Trey Thompkins    | 1990 | 208 cm | 108 kg |  |
| 40 | Stati Uniti (bandiera)                         | AG    | Will Daniels      | 1986 | 203 cm | 104 kg |  |
| 55 | Russia (bandiera)                              | G     | Dmitrij Golovin   | 1988 | 192 cm | 82 kg  |  |

| Allenatore                                                                             |
| - Ainārs Bagatskis                                                                     |
| Assistente/i                                                                           |
| - Sergej Kozin - Artūrs Štālbergs Legenda - (C) Capitano - (IN) Inattivo - Infortunato |

## Mercato

### Sessione estiva
| Acquisti | Acquisti          | Acquisti             | Acquisti   | Acquisti |
| R.a      | Nome              | da                   | Modalità   |          |
| -------- | ----------------- | -------------------- | ---------- | -------- |
| C        | Arcëm Parachoŭski | H. Gerusalemme       | definitivo |          |
| G        | Tarence Kinsey    | Partizan             | definitivo |          |
| AG       | Will Daniels      | JSF Nanterre         | definitivo |          |
| C        | Il'ja Popov       | Sptk. S. Pietroburgo | definitivo |          |
| AP       | Ivan Viktorov     | Sptk. S. Pietroburgo | definitivo |          |
| AC       | Trey Thompkins    | Free agent           | definitivo |          |
| C        | Maksim Krivošeev  | Enisey Krasnojarsk   | definitivo |          |

| Cessioni | Cessioni          | Cessioni     | Cessioni       | Cessioni |
| R.       | Nome              | a            | Modalità       |          |
| -------- | ----------------- | ------------ | -------------- | -------- |
| GA       | Vadim Panin       | UNICS Kazan' | fine contratto |          |
| AP       | Dijon Thompson    | Saigon Heat  | fine contratto |          |
| C        | Primož Brezec     | Free agent   | fine contratto |          |
| AC       | Pavel Korobkov    | CSKA Mosca   | fine contratto |          |
| AC       | Pëtr Gubanov      | UNICS Kazan' | fine contratto |          |
| C        | Andrej Kirdjačkin | Samara       | fine contratto |          |

### Dopo l'inizio della stagione
| Acquisti | Acquisti        | Acquisti        | Acquisti         | Acquisti   |
| R.       | Nome            | da              | Data             | Modalità   |
| -------- | --------------- | --------------- | ---------------- | ---------- |
| AP       | Levan Patsatsia | MIA Academy     | 11 novembre 2014 | definitivo |
| AP       | Rihards Kuksiks | Avtodor Saratov | 18 febbraio 2015 | definitivo |
| P        | Gal Mekel       | Free agent      | 24 febbraio 2015 | definitivo |

| Cessioni | Cessioni        | Cessioni   | Cessioni         | Cessioni    |
| R.       | Nome            | a          | Data             | Modalità    |
| -------- | --------------- | ---------- | ---------------- | ----------- |
| AG       | Will Daniels    | Free agent | 14 novembre 2014 | rescissione |
| AP       | Levan Patsatsia | Free agent | 20 febbraio 2015 | rescissione |